# Pia società di San Gaetano
La Pia società di San Gaetano (in latino Societas Sancti Caietani) è un istituto religioso maschile di diritto pontificio: membri di questa congregazione clericale pospongono al loro nome la sigla P.S.S.G.

## Storia

Gaetano di Thiene, santo titolare della congregazione: dipinto di Giambattista Tiepolo

La congregazione venne fondata dal sacerdote italiano Ottorino Zanon (1915-1972), vicario parrocchiale dell'Araceli a Vicenza: nell'oratorio della chiesa diede inizio a un'opera a favore degli orfani e il 24 maggio 1941 istituì un'associazione per l'assistenza religiosa e morale ai giovani operai.
Il 27 gennaio 1948 Carlo Zinato, vescovo di Vicenza, approvò il regolamento della società consentendo ai suoi quindici membri di emettere i voti; il sodalizio venne eretto in congregazione clericale di diritto diocesano dal vescovo Zinato il 25 dicembre 1961.
L'istituto ottenne l'approvazione della Santa Sede il 24 maggio 1991.

## Attività e diffusione
Nel 1960 i membri della società hanno accantonato la loro attività originaria e hanno iniziato a dedicarsi soprattutto alla missione pastorale nelle diocesi povere di clero, sia in Italia che all'estero.
Oltre che in Italia, i religiosi della congregazione sono presenti in Albania, Argentina, Brasile, El Salvador e Guatemala; la sede generalizia è a Vicenza.
Al 31 dicembre 2005, la congregazione contava 24 case e 88 religiosi, 56 dei quali sacerdoti.

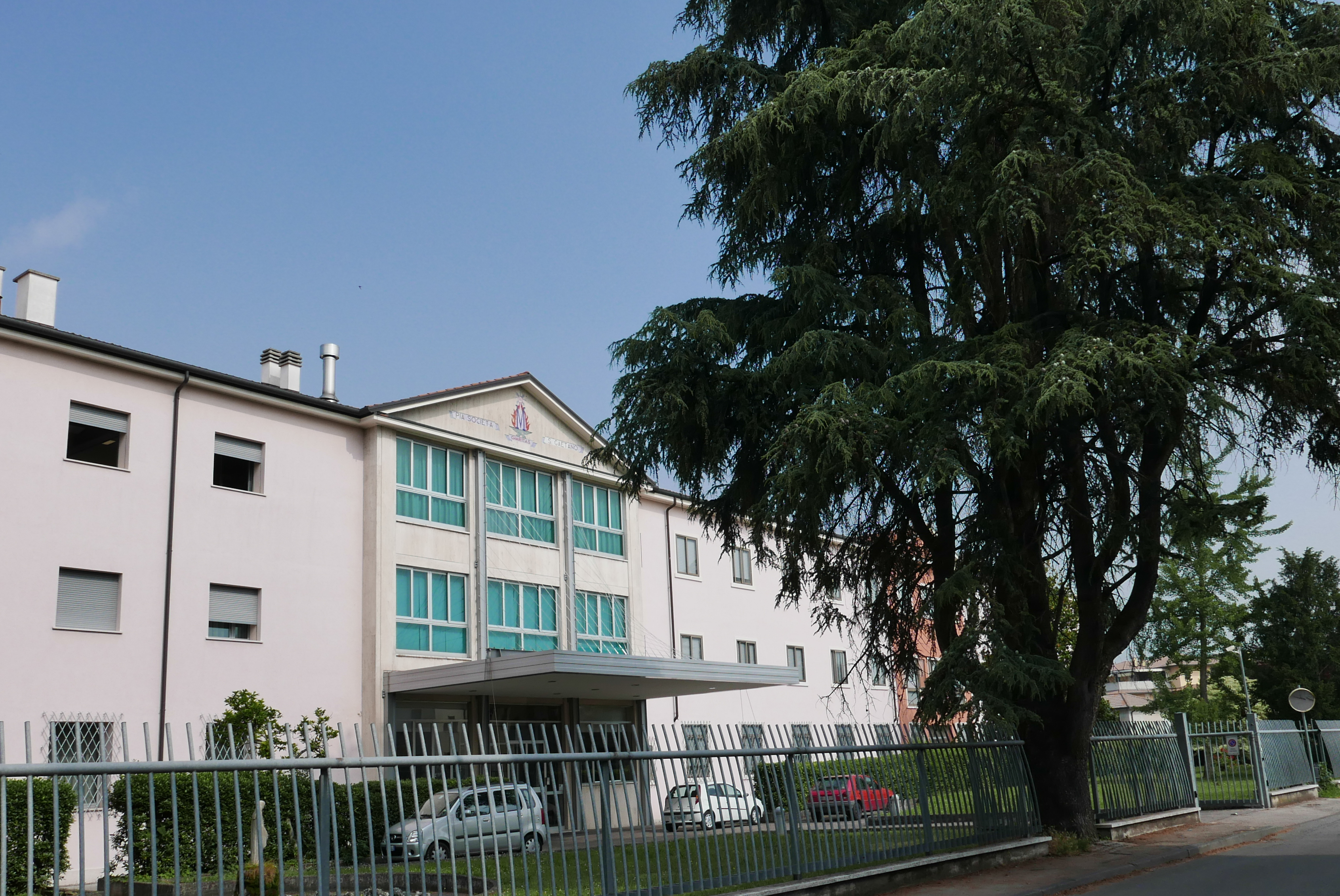
Casa Immacolata della Pia Società San Gaetano a Vicenza
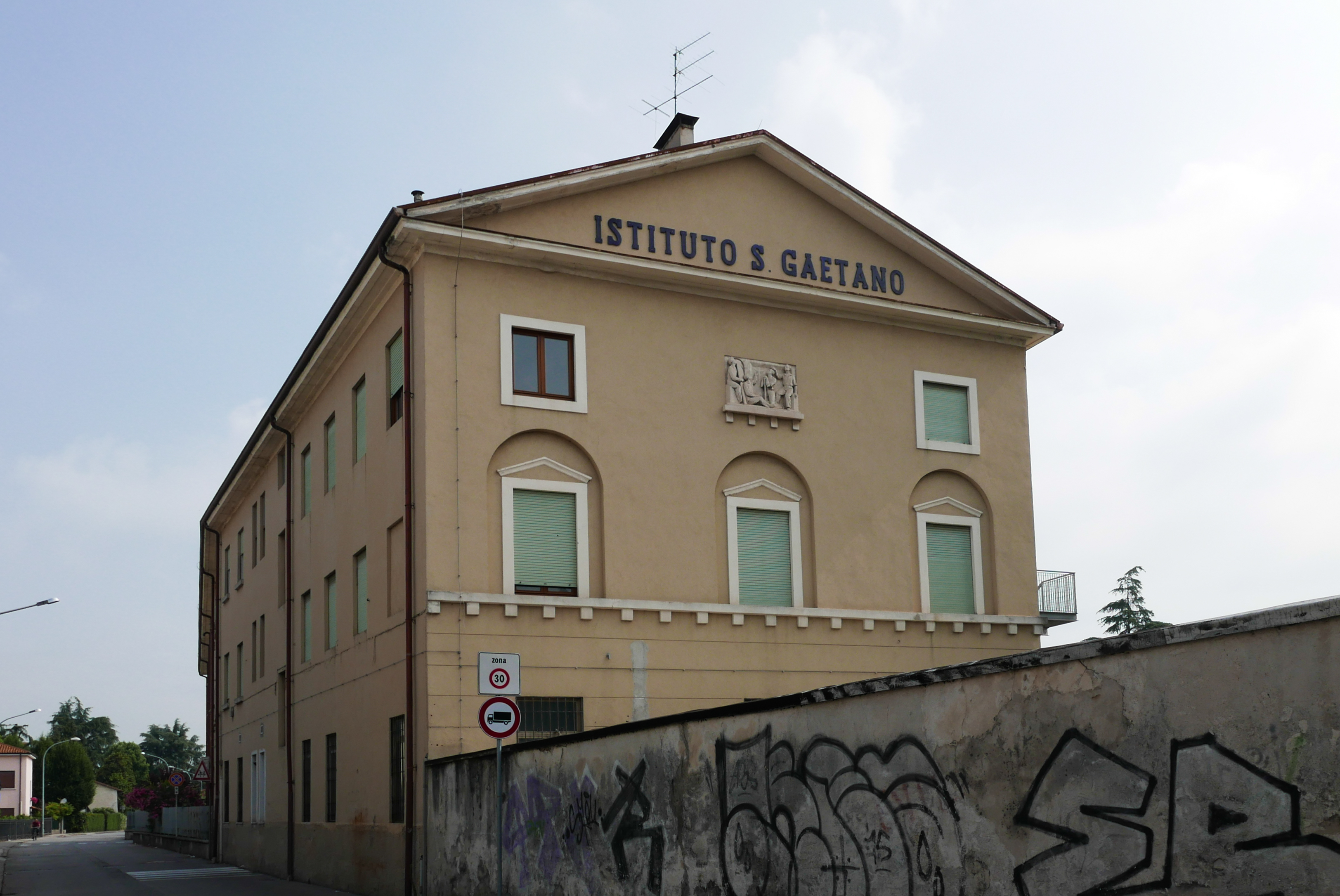
Casa madre della Pia Società San Gaetano